# Te Daría Mi Vida
„Te Daría Mi Vida” este un cântec al interpretei mexicane Paulina Rubio. Acesta fost compus de C. Sánchez și Cesar Valle pentru cel de-al treilea material discografic de studio al artistei, El Tiempo es Oro. „Te Daría Mi Vida” a fost lansat ca primul disc single al materialului în cursul anului 1995.
Cântecul a urcat până pe locul 2 în țara natală a lui Rubio, Mexic.

## Clasamente
| Clasament           | Poziția maximă | Referință |
| ------------------- | -------------- | --------- |
| Mexic Singles Chart | 2              | [ 2 ]     |